# Cystangium flavovirens
Cystangium flavovirens är en svampart som beskrevs av T. Lebel 2003. Cystangium flavovirens ingår i släktet Cystangium och familjen kremlor och riskor.   Inga underarter finns listade i Catalogue of Life.